# Oddgeir Thune
Oddgeir Thune, född den 11 juli 1978 i Bergen, är en norsk skådespelare.
Oddgeir Thune har bland annat medverkat i Home for Christmas där han spelade en av  huvudrollerna. Han har även medverkat i filmen Älskling där han spelade huvudrollen Sigmund.

## Filmografi (i urval)
- 2002 – Himmelfall
- 2019–2020 – Home for Christmas (TV-serie)
- 2020 – Tottori! Sommaren vi blev superhjältar
- 2022–2024 – Pörni (TV-serie)
- 2024 – Älskling